# Редлих, Ханс
Ханс Фердина́нд Ре́длих (нем. Hans Ferdinand Redlich; 11 февраля 1903, Вена, Австро-Венгрия, ныне Австрия — 27 ноября 1968, Манчестер, Великобритания) — австрийский композитор, дирижёр, музыковед и педагог.

## Биография
Частным образом брал уроки у Пауля Вайнгартнера (фортепиано), Хуго Каудера (гармония) и Карла Орфа (композиция). В 1931 году окончил философский факультет Университета Франкфурта-на-Майне (музыковедение). В 1924—1925 годах — дирижёр в Берлине, в 1925—1929 годах — в Майнце, затем в Мангейме. После прихода к власти фашистов вынужден был эмигрировать. В 1937 году обосновался в Великобритании. Работал дирижёром (на BBC), преподавал в британских университетах: Кембриджском (1942—1949), Бирмингемском (1949—1955), Эдинбургском (1955—1962), Манчестерском (с 1962). Одним из его учеников во время проживания в Летчуэрте был греческий композитор Янис Христу. Автор статей для ряда музыкальных энциклопедий и словарей; участвовал в подготовке издания Полного собрания сочинений Генделя. Написал монографии о Малере, Монтеверди, Вагнере, Брукнере и Берге.
Автор оркестровых пьес и вокально-симфонической трилогии «Гельдерлин» (1946).

## Музыковедческие труды
- Gustav Mahler. — Nürnberg, 1919.
- Claudio Monteverdi, Bd 1. Das Madrigalwerk. — В., 1932.
- Richard Wagner: Tristan and Isolde. — L.-N. Y., 1948.
- Richard Wagner: Lohengrin. — L.-N. Y., 1949.
- Richard Wagner: Parsifal. — L.-N. Y., 1951.
- Claudio Monteverdi. Leben und Werk. — Olten. 1949.
- Bruckner und Mahler. — L.-N. Y., 1955.
- Alban Berg. — W., 1957.